# 勒内·施瓦尔
勒内·施瓦尔（德語：René Schwall，1971年1月29日—），德国男子帆船运动员。他曾代表德国参加2000年夏季奥林匹克运动会帆船比赛，联同罗兰·格布勒获得一枚铜牌。